# Bagulin
Bagulin é um município de  quinta classe de renda municipal (d) na província La Union, nas Filipinas. De acordo com o censo de 1 de maio  de  2020 possui uma população de 14 428 pessoas e 3 341 domicílios.